# Campeonato Mundial de Biatlón de 1962
El IV Campeonato Mundial de Biatlón se celebró en la localidad de Hämeenlinna (Finlandia) el 4 de marzo de 1962 bajo la organización de la Unión Internacional de Biatlón (IBU) y la Asociación Finlandesa de Biatlón. 

## Resultados

### Masculino
| Evento                   | Oro                                                               | Plata                                                                  | Bronce                                                        |
| ------------------------ | ----------------------------------------------------------------- | ---------------------------------------------------------------------- | ------------------------------------------------------------- |
| 20 km individual (04.03) | Vladimir Melanin URSS 1:23:30                                     | Antti Tyrväinen · Finlandia · 1:24:08                                  | Valentin Pshenitsyn URSS 1:24:17                              |
| Equipo (04.03)           | URSS Vladimir Melanin Valentin Pshenitsyn Nikolai Puzanov 4:12:38 | Finlandia · Antti Tyrväinen · Hannu Posti · Kalevi Huuskonen · 4:20:45 | Noruega · Jon Istad · Olav Jordet · Henry Hermansen · 4:36:55 |

1. ↑  La prueba por equipo consistió en la suma de los tiempos de los tres biatletas de cada país que participaron en la prueba individual.

## Medallero
| Núm. | País      | Oro | Plata | Bronce | Total |
| ---- | --------- | --- | ----- | ------ | ----- |
| 1    | URSS      | 2   | 0     | 1      | 3     |
| 2    | Finlandia | 0   | 2     | 0      | 2     |
| 3    | Noruega   | 0   | 0     | 1      | 1     |
|      | TOTAL     | 2   | 2     | 2      | 6     |